# Amt Senftenberg

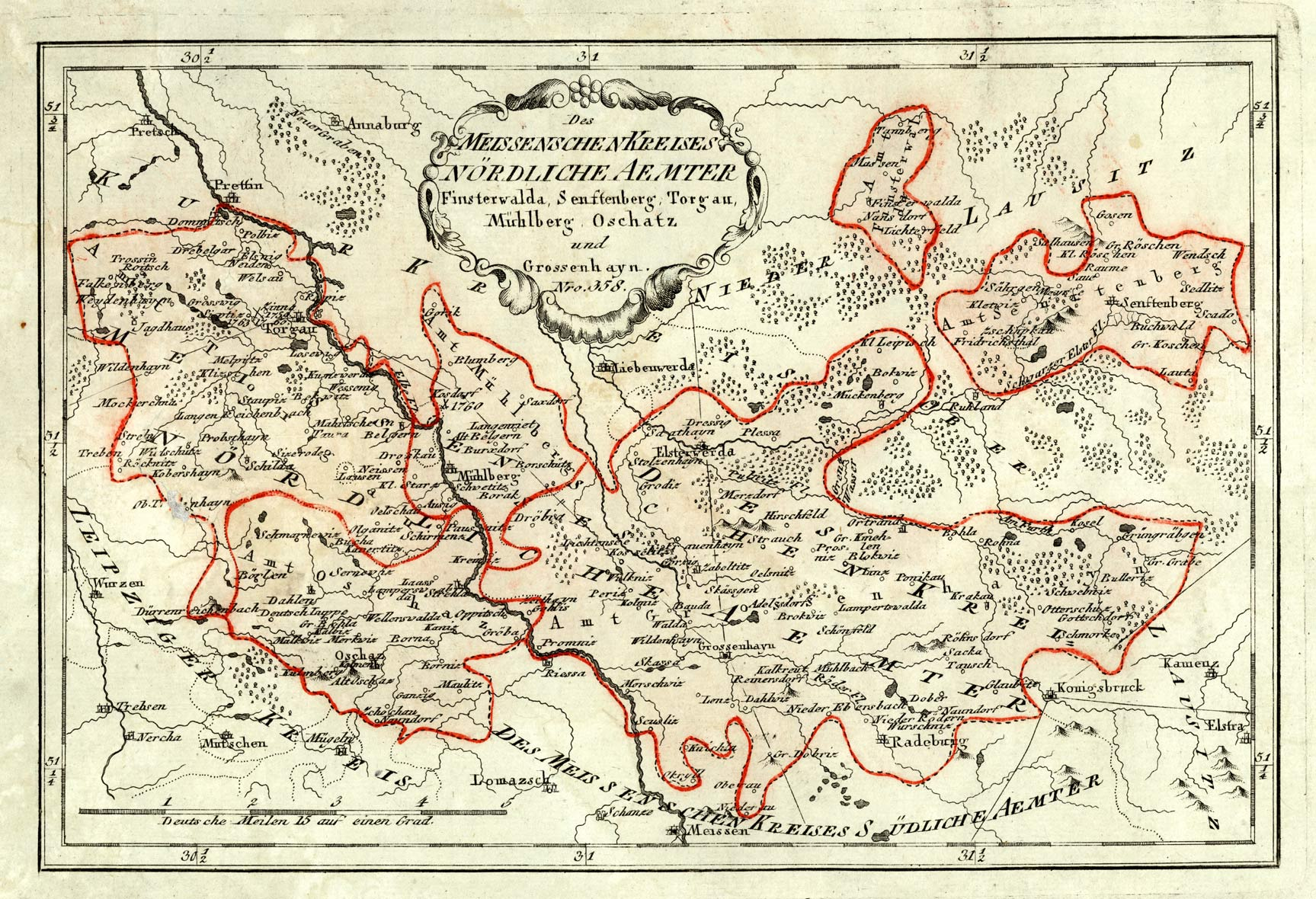
Das Amt Senftenberg (rechts oben) auf einer Karte von Franz Johann Joseph von Reilly um 1791

Das Amt Senftenberg war eine Verwaltungseinheit des 1806 in ein Königreich umgewandelten Kurfürstentums Sachsen und dessen Meißnischen Kreis angegliedert.
Bis zur Abtretung an Preußen 1815 bildete es als sächsisches Amt den räumlichen Bezugspunkt für die Einforderung landesherrlicher Abgaben und Frondienste, für Polizei, Rechtsprechung und Heeresfolge.

## Geographische Lage
Das Gebiet des Amtes lag ziemlich geschlossen überwiegend rechts der Schwarzen Elster und grenzte im Norden und Osten an das Markgraftum Niederlausitz, im Süden an das Markgraftum Oberlausitz und im Westen an das „alterbländische“, kursächsische Amt Hayn.
Das Amtsgebiet liegt heute größtenteils im Land Brandenburg und zu einem kleinen Teil im Freistaat Sachsen (Gegend um Lauta).

## Angrenzende Verwaltungseinheiten
| Amt Finsterwalde | Markgraftum Niederlausitz (Amt Dobrilugk und Ritterschaft Calau) | Königreich Preußen (Exklave der Mark Brandenburg)       |
| Amt Großenhain   | Kompassrose, die auf Nachbargemeinden zeigt                      | Markgraftum Niederlausitz (Amt Spremberg)               |
|                  | Markgraftum Oberlausitz                                          | Markgraftum Oberlausitz (Standesherrschaft Hoyerswerda) |

## Geschichte
Die Stadt und Herrschaft Senftenberg gehörten ursprünglich zum Markgraftum Niederlausitz. 1448 kauften die Wettiner durch Kurfürst Friedrich II. die Herrschaft und von da an gehörte das nun als eigenes Amt ausgebildete Territorium fast 370 Jahre zu Sachsen. Das Amt Senftenberg fiel im Ergebnis der Regelungen des Wiener Kongresses 1815 an Preußen. Dort wurden die Stadt und alle Amtsorte bei der Neueinteilung der Verwaltung dem Kreis Calau im Regierungsbezirk Frankfurt der Provinz Brandenburg zugeteilt. Spätestens bis 1823 war das Amt Senftenberg nur noch ein Rentamt. Es wurde zum  1. August 1874 aufgelöst.

## Bestandteile
Auf Veranlassung des Kurfürsten wurde 1544 auch vom Amt Senftenberg ein Amtserbbuch erstellt, in dem alle Besitzungen, Einkünfte und Rechte, soweit diese vom Amtmann in Senftenberg verwaltet wurden, aufgezeichnet sind.
Zur Herrschaft gehörten neben der Stadt Senftenberg 29 weitere Orte:
| - Brieske - Buchwalde - Bückgen - Dörrwalde - Großkoschen | - Großräschen - Grünewalde - Hörlitz - Jüttendorf - Kleinkoschen | - Kleinräschen - Klettwitz - Kostebrau - mit dem Ortsteil Wischgrund - Lauta | - Lieske - Meuro - Naundorf bei Ruhland - Rauno - Reppist | - Rosendorf - Särchen - Saalhausen - Sauo - Scado | - Schmogro - Sedlitz - Wendisch Sorno - Woschkow - Zschornegosda |

sowie die südlich von Kostebrau gelegene Pommelheide. Der Ort Zschipkau war eine Exklave, die zum Amt Hayn gehörte.